# Wodorotlenki
Wodorotlenki – związki chemiczne zawierające stabilny kation oraz anion wodorotlenowy OH−. Wodorotlenki mogą tworzyć zarówno kationy metali („M”) o różnej wartościowości (od I do IV), kation amonowy NH+4, jak również kationy organiczne, najczęściej czwartorzędowe związki amoniowe, np. wodorotlenek tetrametyloamoniowy (CH3)4N+OH−. Wzór ogólny wodorotlenków ma postać M(OH)x (gdzie x to liczba anionów wodorotlenkowych = wartościowości kationu). Wodorotlenki są związkami jonowymi tzn. pomiędzy kationem i anionem występuje oddziaływanie typu jon–jon.
Ze względu na właściwości kwasowo-zasadowe wodorotlenki mogą mieć charakter zasadowy lub amfoteryczny.

## Przegląd wodorotlenków nieorganicznych
- wodorotlenki metali alkalicznych (pierwsza grupa układu okresowego pierwiastków): LiOH, NaOH, KOH, RbOH, CsOH. Silne oraz bardzo silne zasady, bardzo dobrze rozpuszczalne w wodzie, aktywne chemicznie, dysocjujące na jednododatni jon (kation) metalu oraz anion OH−
- wodorotlenki metali ziem alkalicznych (druga grupa układu okresowego pierwiastków), bez amfoterycznego wodorotlenku berylu: Mg(OH)2, Ca(OH)2, Sr(OH)2, Ba(OH)2 i Ra(OH)2; dość mocne zasady, jednak niezbyt dobrze rozpuszczalne w wodzie; dysocjują na dwudodatni kation metalu oraz dwa aniony OH−.
- wodorotlenki amfoteryczne: Be(OH)2, Zn(OH)2, Pb(OH)2, Sn(OH)2, Al(OH)3, Sb(OH)3; słabo rozpuszczalne w wodzie związki amfoteryczne; W środowisku kwaśnym dysocjują na kation metalu oraz aniony OH−; w wodnym środowisku zasadowym na ogół na anion MOnn− oraz kationy H3O+.

Charakter kwasowo-zasadowy wodorotlenków jest zależny od charakteru i energii wiązania M–O (metal–tlen). Jeżeli metal ma niską elektroujemność (litowce, berylowce) to wiązanie określa się jako jonowe, wodorotlenek ma charakter zasadowy i w pełni dysocjuje na jony OH−. Jeżeli wiązanie ma charakter kowalencyjny wodorotlenek może mieć właściwości amfoteryczne z przewagą zasadowych (np. Zn(OH)2), a nawet kwasowych (np. Ti(OH)4).

## Otrzymywanie wodorotlenków nieorganicznych
- metal +  woda → wodorotlenek +  H2↑

dotyczy szczególnie aktywnych metali (litowce, niektóre berylowce, czasem na gorąco).
- tlenek metalu + woda → wodorotlenek

dotyczy tlenków zasadotwórczych, istnieją tlenki metali, które nie reagują z wodą m.in. to amfoteryczne tlenki glinu, żelaza, cynku.
- sól + zasada → wodorotlenek + sól↓

reakcja zachodzi tylko jeśli w roztworze znajdzie się taka kombinacja jonów, które utworzą trudno rozpuszczalną sól i wytrącą się jako osad.
- wodorek metalu + woda → wodorotlenek + H2↑

- nadtlenek metalu + woda → wodorotlenek + H2O2

- węglik metalu + woda → wodorotlenek + węglowodór nienasycony↑

dotyczy węglików aktywnych metali.